# 角磨機

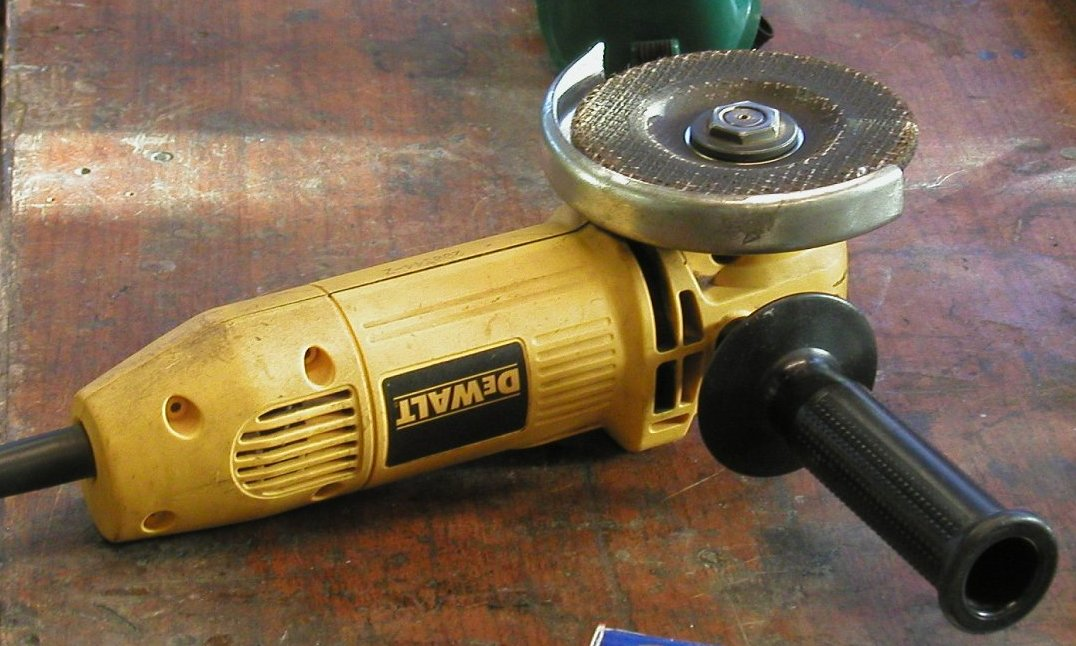
裝上磨斷片的手持砂輪機。

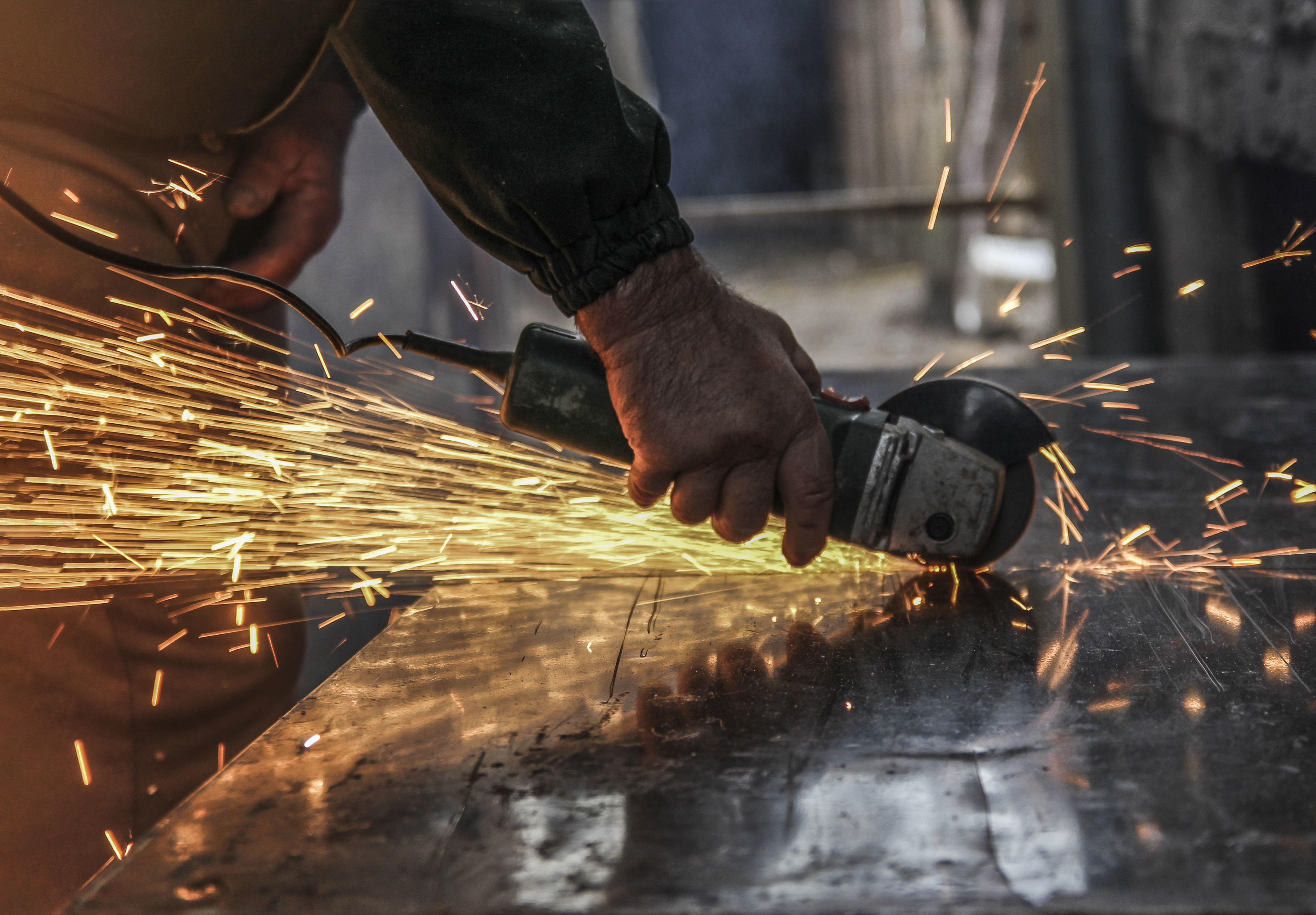
角磨機可於短時間産生大量火花及懸浮粒子，造成空氣污染並危害健康。

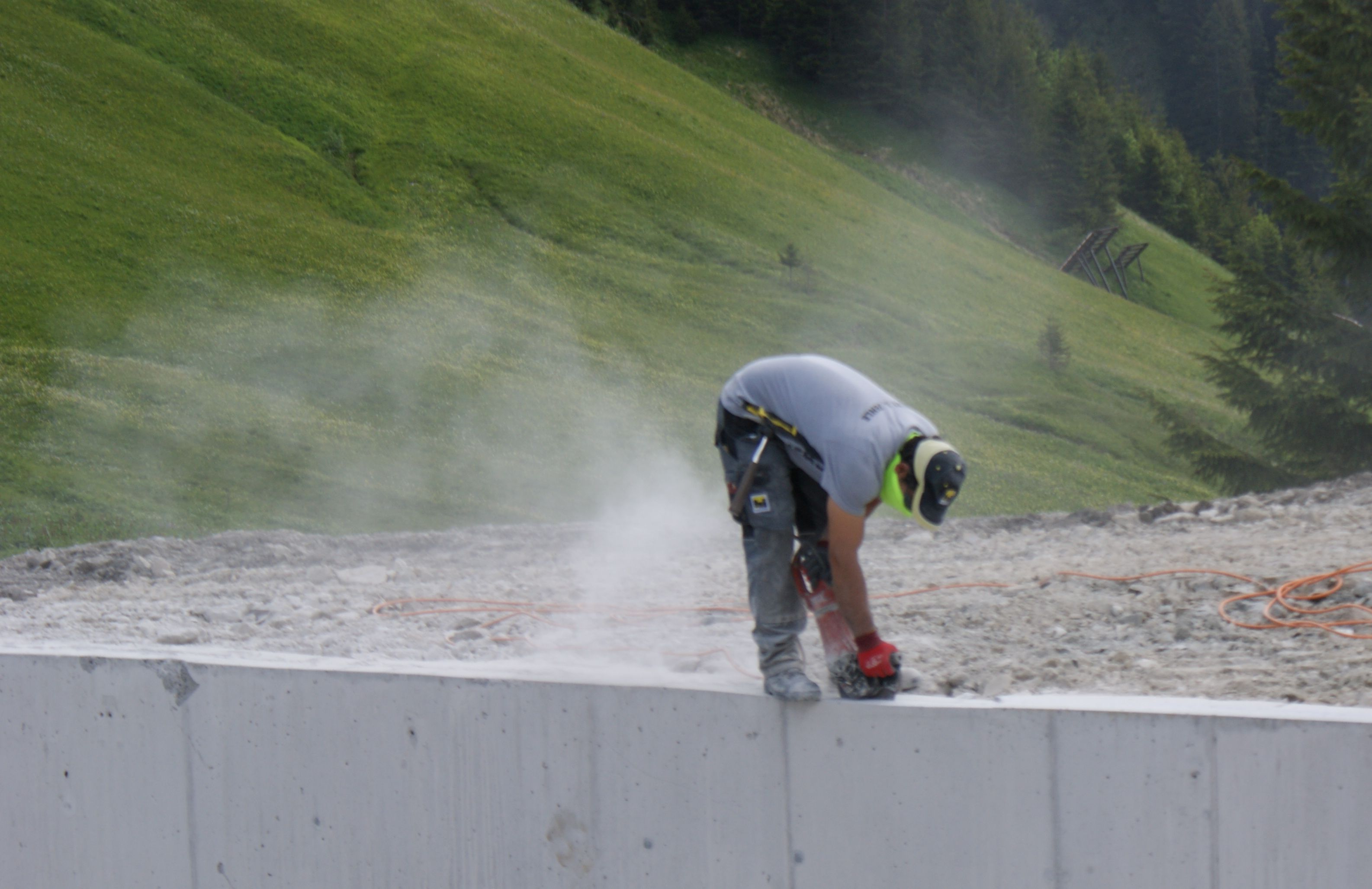
用角磨機切割混凝土可産生大量建築粉麈；如果被切割的物料（如混凝土）滲雜了其他回收再造物質（如玻璃、塑膠、重金屬含量超標的爐渣等），又或直接切割飾面等硬質塑膠的話，危害當會更大。

角磨機（Angle grinder）或稱手持砂輪機是一種手持動力工具，依配件的不同可用於研削、磨斷或拋光。儘管最初是作為剛性磨料盤的工具而開發的，但可互換電源的出現促使它們與各式的切割機和附件一起使用。
角磨機可由電動馬達或壓縮空氣提供動力。可安裝磨料或更薄的砂輪，磨損後可更換。角磨機通常有可調節的防護裝置和側手柄，以便雙手操作。某些角磨機根據其速度範圍可以當作拋光機使用。
盤的類型（纖維圓盤或砂輪）會影響灰塵的尺寸分佈。排放的灰塵（懸浮粒子）可以小至PM1。
使用角磨機時會排放出大量細小的可吸入粉塵，嚴重影響健康。過量粉塵排放受到空氣污染法規的管制，違反法例會被罰款。正確使用設計良好的除塵器（如集塵罩及接駁吸塵機等）可以顯著降低粉塵濃度（高達80％～90％）。

## 危險性
角磨機的每分鐘轉速通常超過1萬轉，而電鑽通常只有每分鐘幾千轉，基於安全考量，一般的角磨機不適合用轉接器接鑽尾代替電鑽。
角磨機嚴禁安裝木工鋸片。

## 用途
角磨機可用於去除工件上多餘的材料。有許多不同類型的圓盤可用於各種任務，角磨機具有大型軸承來抵消切割過程中產生的側向力，而電鑽則不同，電鑽產生的力是軸向的。
角磨機廣泛應用於金屬加工和建築、緊急救援，甚至被用來偷自行車。一般來說，它們位於車間、服務車庫和汽車車身修理廠。角磨機的種類繁多，具有不同的磨盤尺寸和電源：電池、有線或氣動。其他變數包括馬達功率、轉速和心軸尺寸。一般來說，光碟尺寸和功率一起增加。光碟尺寸通常以英吋或毫米為單位。美國常見的角磨機砂輪尺寸包括4英寸、4.5英寸、5英寸、6英寸、7英寸、9英寸和12英寸，其中最常見的是4.5英寸和5英寸。在歐洲，角磨砂輪最常見的尺寸是115毫米和125毫米。
氣動研磨機的磨盤要小得多。氣動打磨機通常用於需要更高精度的輕型作業。這是因為氣動研磨機不包含沉重的銅電機繞組，因此既小巧又輕便，而且功能強大。電動研磨機體積較小，維持足夠的功率比較困難。電動研磨機通常用於較大、較重的工作。不過，也有小型電動磨光機和大型氣動磨光機。

## 外部連結
- 中小型企業裝修維修及建造業減塵工具資助計劃（肺塵埃沉著病補償基金委員會）：申請須知及申請表